# Théâtre des Cérémonies
El Théâtre des Cérémonies (en español, Teatro de Ceremonias) fue un estadio al aire libre ubicado en la ciudad de Albertville en los Alpes franceses, Francia. Construido para albergar solamente las ceremonias de apertura y clausura del Juegos Olímpicos de Invierno de 1992, el estadio de forma circular fue desmontado inmediatamente después de los juegos.
El Teatro de Ceremonias fue un estadio temporal construido sobre un terreno llano de 196 m de diámetro y 35 000 m²; la capacidad era de 35 000 personas; el escenario tenía una superficie de 9200 m². Contenía en su centro un mástil metálico de 53 m de altura y 2 m de diámetro.
Tras la finalización de los juegos, las instalaciones fueron desmanteladas y su estructura fue parcialmente reutilizada para los Juegos Olímpicos de Verano de 1992 en Barcelona. Durante su existencia de 15 días, fue la estructura temporal más grande jamás construida, según el dossier de prensa de los organizadores. Desde entonces se ha convertido en un parque de esparcimiento y relajación.

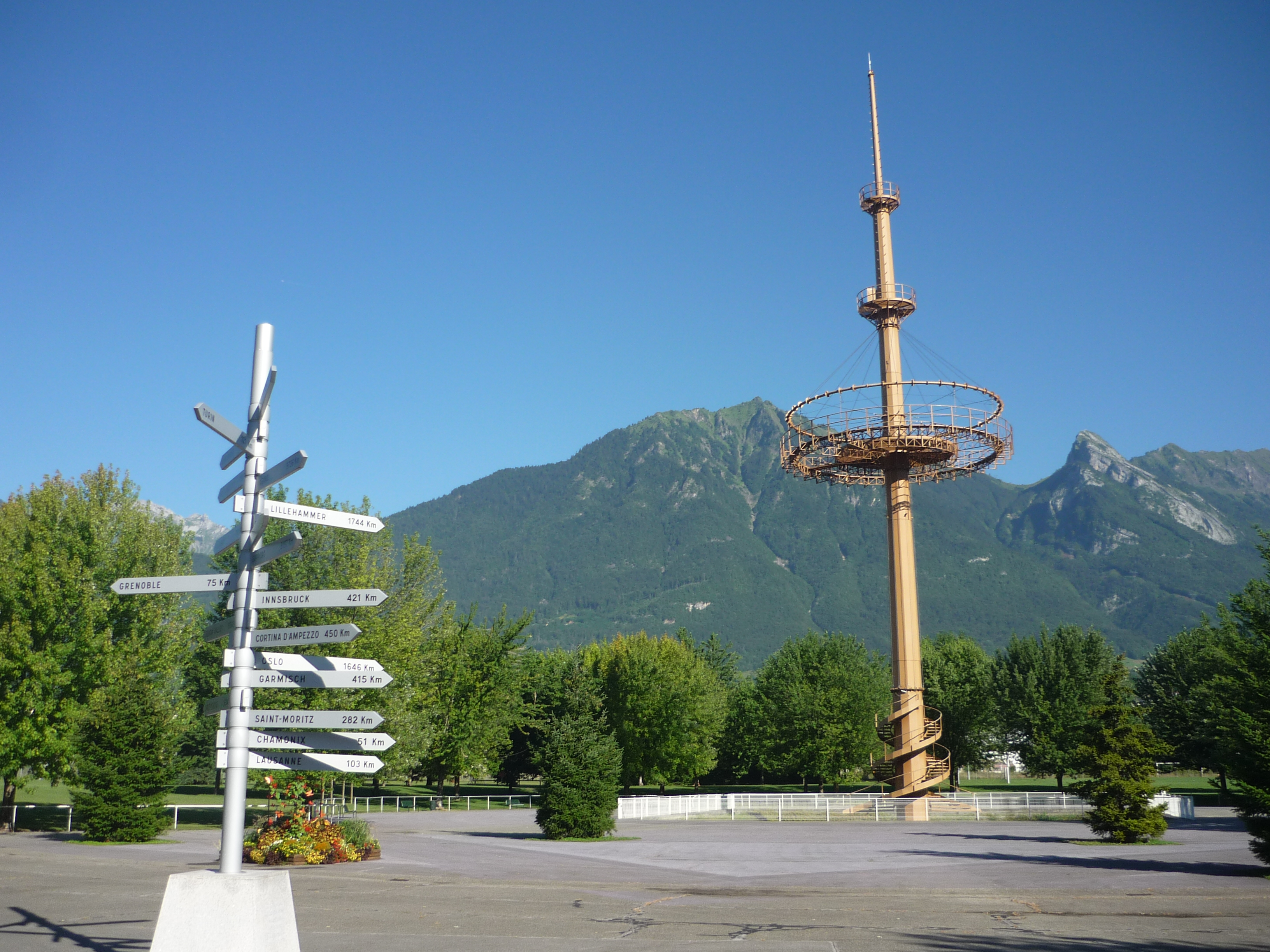
Vista general del Teatro de Ceremonias en 2013, con el mástil utilizado durante los Juegos Olímpicos de 1992.
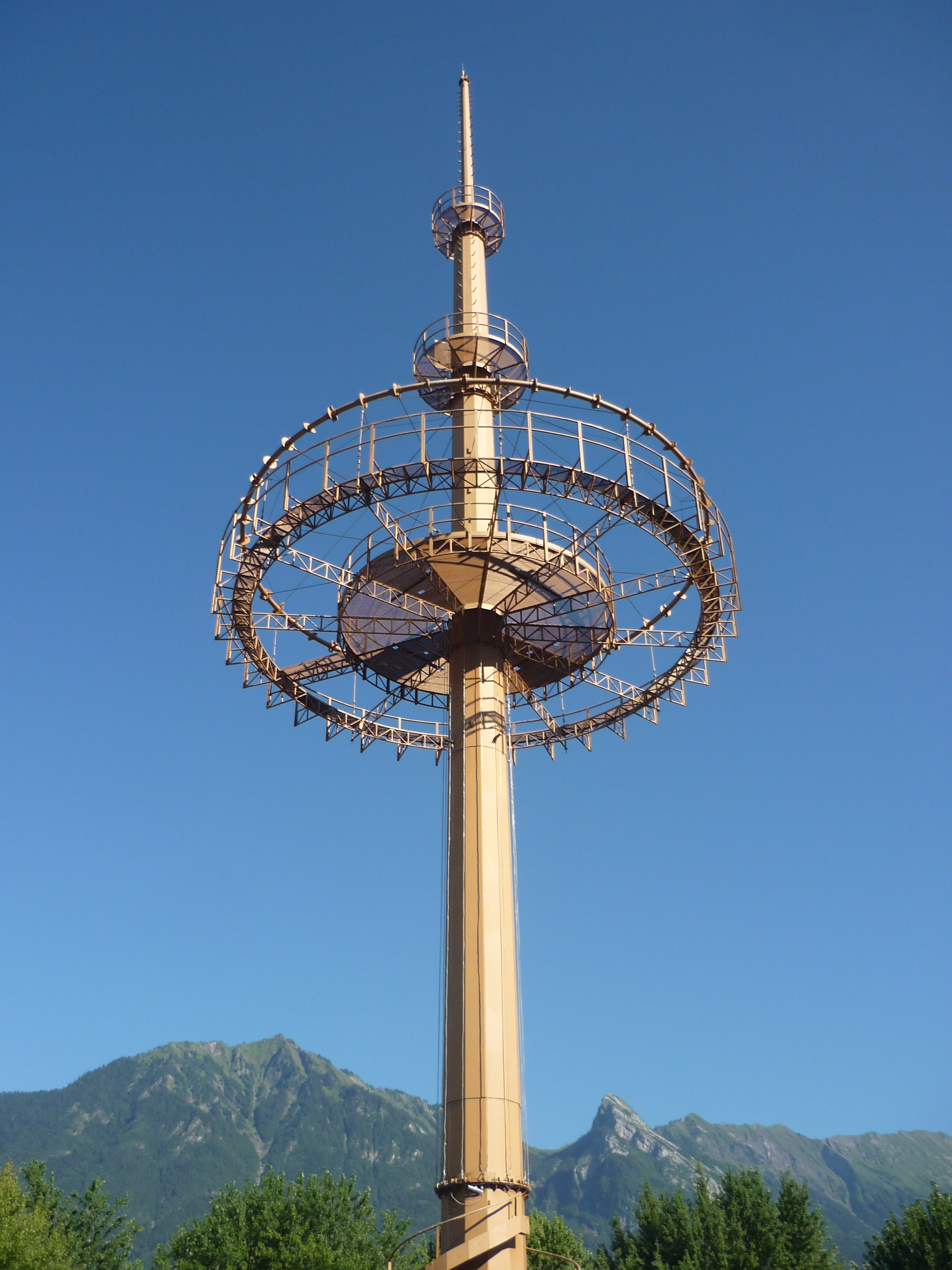
Vista cercana del mástil en 2013.